# Pembroke, Kentucky
Pembroke är en ort i Christian County i delstaten Kentucky, USA.